# Grinduga
Grinduga is een plaats in de gemeente Gävle in het landschap Gästrikland en de provincie Gävleborgs län in Zweden. De plaats heeft 65 inwoners (2005) en een oppervlakte van 5 hectare.
Bestuurscentrum: Gävle (Tätort)
Tätort:
Åbyggeby · Berg · Bergby · Björke · Bönan 
· Forsbacka · Forsby · Furuvik · Hagsta · Hamrångefjärden · Hedesunda · Lund · Norrsundet · Totra · Trödje · Valbo
Småort:
Åbyggeby (tegelbruket) · Alborga · Allmänninge · Axmar by · Backa · Berg en Sjökalla · Björke (oostelijk deel) · Brunnsvik · Eskön en Esköränningen · Finnböle · Grinduga · Häcklinge · Harkskär · Hästbo · Hillevik · Hillsjöstrand · Lövåsen en Dansheden · Mårtsbo · Ölbo · Oppala · Östanbäck en Lund · Sikvik · Småmuren · Utvalnäs